# Ракауци (Бакау)
Ракауци (рум. Răcăuți) насеље је у Румунији у округу Бакау у општини Бучуми. Oпштина се налази на надморској висини од 282 m.

## Становништво
Према подацима из 2002. године у насељу је живело 1345 становника.

### Попис2002.
| Расподела становништва по националности 2002.‍ | Расподела становништва по националности 2002.‍ | Расподела становништва по националности 2002.‍ | Расподела становништва по националности 2002.‍ | Расподела становништва по националности 2002.‍ |
| --------------------------------------------- | --------------------------------------------- | --------------------------------------------- | --------------------------------------------- | --------------------------------------------- |
|                                               |                                               |                                               |                                               |                                               |
| Румуни                                        | Румуни                                        |                                               | 858                                           | 63,9%                                         |
| Роми                                          | Роми                                          |                                               | 485                                           | 36,1%                                         |